# Power Drift
Power Drift est un jeu vidéo de course développé en 1988 par Sega-AM2.

## Système de jeu
Le but du jeu est de finir chaque course à la troisième place ou mieux pour passer à l'étape suivante. Les circuits ressemblent à des montagnes russes avec des montées et des descentes vertigineuses. Pour suivre la rapidité des courses, la cabine penche et secoue le joueur assez violemment.